# Meir M. Lehman
Meir Manny Lehman (24 de janeiro de 1925 - Jerusalém, 2010), foi um cientista e pesquisador no área da computação; membro da Real Academia de Engenharia e professor na Escola de Ciências de Computação na Universidade de Middlesex. De 1972 a 2002, foi professor e chefe do departamento de computação no Imperial College de Londres.
Suas contribuições em investigação incluem o estudo do fenómeno da evolução do software e a proposta das conhecidas Leis de Lehman da evolução do software.

## Carreira
Lehman nasceu na Alemanha a 24 de janeiro de 1925 e emigrou para a Inglaterra em 1931. Estudou matemática no Colégio Imperial de Londres e esteve envolvido no desenho da unidade aritmético-lógica do computador digital do Colégio. Passou um ano em Ferranti, Londres, antes de trabalhar no Ministério de Defesa de Israel, de 1957 a 1964. Entre 1964 e 1972, trabalhou na divisão de investigações de IBM, em Nova Iorque, onde estudou a evolução dos programas informáticos, junto com Les Belady. Seus estudos sobre o processo de programação assentaram as bases para o enunciado das “Leis de evolução do software”. Em 1972, retornou ao Colégio Imperial, onde foi chefe de secção e posteriormente chefe de departamento (1979–1984). Lehman permaneceu no Colégio Imperial até 2002, quando foi transferido para a Faculdade de Ciências da Computação na Universidade de Middlesex.
Após aposentar-se em Middlesex, mudou-se para Jerusalém, Israel, onde viveu até sua morte, em dezembro de 2010.

## Prêmios e distinções
- Membro da Real Academia de Engenharia - (1989)[1]
- Membro da Association for Computing Machinery (ACM) - (1994)[1]
- Prêmio Harlan D. Mills -(2001)[1]